# 波米耶-穆隆
波米耶-穆隆（法語：Pommiers-Moulons，法語發音：[pɔmje mulɔ̃]）是法国滨海夏朗德省的一个市镇，位于该省东南部，属于容扎克区。该市镇于1973年由原市镇波米耶（Pommiers）和穆隆（Moulons）合并而成。

## 地理
波米耶-穆隆（45°19'27"N, 0°21'11"W）面积9.6 平方千米，位于法国新阿基坦大区滨海夏朗德省，该省份为法国西部滨海省份，北起旺代省，西临大西洋，南至吉倫特省，东南接多爾多涅省，东北接德塞夫勒省接壤，东临夏朗德省。
与波米耶-穆隆接壤的市镇（或旧市镇、城区）包括：绍纳克、埃克斯皮尔蒙、梅里尼亚克、梅萨克、蒙唐德尔、苏穆兰、维布拉克。

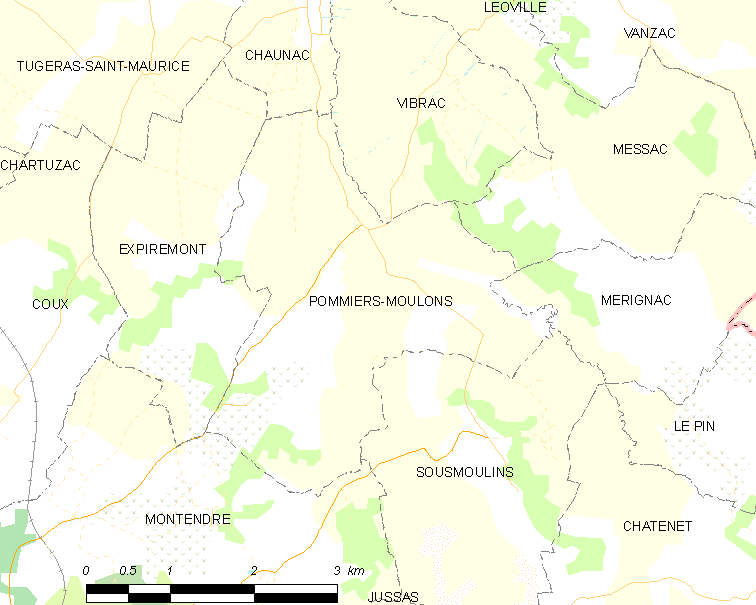
波米耶-穆隆的OSM定位图

波米耶-穆隆的时区为UTC+01:00、UTC+02:00（夏令时）。

## 行政
波米耶-穆隆的邮政编码为17130，INSEE市镇编码为17282。

## 政治
波米耶-穆隆所属的省级选区为三山县。

## 人口

1962-2008年间波米耶-穆隆人口变化图示

波米耶-穆隆于2022年1月1日时的人口数量为212人。